# 机器织布局
机器织布局为中国第一家机器棉纺织工厂，于1878年由四川候补道彭汝琮主持筹建，1880年，郑观应接手。1883年，上海金融风潮后，郑观应离局。1890年，开始投产。投产后，织布局营业兴旺，由于事先请李鸿章上奏，织布局获得税收优惠，利润率高。1893年10月19日，织布机发生大火。同年11月，李鸿章命盛宣怀和上海道聂缉椝负责恢复，招徕股金100万两，在旧址重新设立“华盛纺织总厂”，在上海、宁波、镇江等地设立10个分厂。1894年9月，华盛纺织总厂部分投产。